# Carl Frederick Falkenberg
Carl Frederick Falkenberg (ur. 4 lutego 1897 w Botwoodville, zm. 7 października 1980 w Edmonton) – kanadyjski as myśliwski okresu I wojny światowej. Odniósł 17 zwycięstw powietrznych.
Carl Frederick Falkenberg był wnukiem Andreasa Falkenberga szwedzkiego konsula. W momencie wybuchu wojny pracował jako urzędnik w Quebec. W czerwcu 1915 roku zaciągnął się do Royal Rifles of Canada. W marcu 1916 roku został promowany na oficera i przeniesiony do 171 batalionu. W lipcu 1916 roku został przydzielony do sił kanadyjskich walczących w Europie. 27 listopada 1916 roku został poważnie ranny. Po sześciu miesiącach leczenia w Wielkiej Brytanii powrócił do służby. W czerwcu 1917 roku został przeniesiony do Royal Flying Corps. Od marca 1918 roku Carl Frederick Falkenberg służył w No. 84 Squadron RAF. W jednostce latał na samolotach S.E.5a.
Pierwsze zwycięstwo lotnicze odniósł 29 kwietnia 1918 roku w okolicach St. Gratien. Tytuł asa myśliwskiego uzyskał 24 lipca zestrzeliwując niemiecki samolot Albatros D.V.
8 września został mianowany kapitanem i dowódcą eskadry B. Eskadrą dowodził do końca wojny.
2 listopada 1918 roku został odznaczony po raz pierwszy Distinguished Flying Cross, a 3 grudnia 1918 roku po raz drugi i został mianowany na stopień Flight Lieutenant.